# Olympique Béja
Olympique de Béja (arab. لالأولمبي الباجي) – tunezyjski klub piłkarski, grający w pierwszej lidze tunezyjskiej, mający siedzibę w mieście Badża, leżącym w północnej części kraju.

## Historia
Klub został założony w 1929 roku. Największym sukcesem jest wywalczenie Pucharu Tunezji w 1993 roku, dzięki wygraniu po rzutach karnych z AS Marsa. Potem jeszcze dwukrotnie grywał w finale, ale musiał uznać wyższość CS Sfaxien w 1995 roku (1:2) oraz Club Africain w 1998 roku (1:1, karne 3:4). W 2010 i 2023 ponownie wygrał tunezyjski puchar.

## Sukcesy
- II liga[1]
  - mistrzostwo (3): 1984/1985, 2005/2006, 2019/2020.

- Puchar Tunezji[2]
  - zwycięstwo (3): 1993, 2010, 2023.
  - finał (2): 1995, 1998

- Superpuchar Tunezji[2]
  - zwycięstwo (1): 1995.

## Występy w afrykańskich pucharach
| Sezon | Rozgrywki                 | Runda       | Kraj         | Klub               | Dom | Wyjazd | Dwumecz |
| ----- | ------------------------- | ----------- | ------------ | ------------------ | --- | ------ | ------- |
| 1994  | Puchar Zdobywców Pucharów | 1           | Niger        | Sahel SC           | 3–0 | 0–1    | 3–1     |
| 1994  | Puchar Zdobywców Pucharów | 2           |              | Saint-George SA    | 3–0 | 0–2    | 3–2     |
| 1994  | Puchar Zdobywców Pucharów | ćwierćfinał | Togo         | OC Agaza           | 4–1 | 1–6    | 5–7     |
| 1996  | Puchar Zdobywców Pucharów | wstępna     | Burkina Faso | ASF Bobo-Dioulasso | 6–0 | 2–1    | 8–1     |
| 1996  | Puchar Zdobywców Pucharów | 1           | Kamerun      | Canon Jaunde       | –   | –      | –       |
| 2011  | Puchar Konfederacji       | 1           | Maroko       | Difaâ El Jadida    | 2–0 | 0–3    | 2–3     |

## Stadion
Domowe mecze zespół rozgrywa na stadionie Stade Boujemaa Kmiti w Badży, mogącym pomieścić 9000 widzów.